# Крещение огнём
Крещение огнём е деветият студиен албум на руската хевиметъл група Ария. Това е първият албум на групата с вокалиста Артур Беркут, заменил Валерий Кипелов през септември 2002 г.

## История на създаването
В албумът преобладава военно-историческата тематика, а за основна тема се смята покръстването на Киевска Рус. Песента „Колизей“, която излиза като сингъл в края на 2002 г. е посветена на римските гладиатори, а „Твой новый мир“ и „Белый флаг“ на кибервойната. Песента „Бал у князя тьмы“ е по мотиви от романът Майстора и Маргарита. Албумът среща критики поради това, че във всички песни се пее за война и битки и напомнят за някой нов бестселър на Ник Перумов. Крещение огнем е издаден на 29 май 2003 г., а като бонус-трак е клипът към „Колизей“. Едноименната песен и „Там высоко“ стават победители в класацията „Чартова дюжина“.

## Песни в албума
- 1. Патриот
- 2. Крещение огнём
- 3. Колизей
- 4. Палач
- 5. Твой новый мир
- 6. Там высоко
- 7. Белый флаг
- 8. Битва
- 9. Бал у князя тьмы
- 10. Колизей (+видеоклип)